# 森チャック
森チャック（もり ちゃっく、1973年3月23日 -  ）は、日本の男性イラストレーター。

## 人物
大阪府堺市北区出身、現在は秋葉原在住。「チャッX」を2000年（平成12年）に始める。
堺市立東浅香山小学校卒業、堺市立長尾中学校卒業。
1995年から漫画家、商業イラストレーターを経て、キュートなキャラクターの裏に独自のユーモアセンスで世の中の矛盾や問題を巧妙に潜ませたシリーズ「チャッX（チャックス）」を2000年よりスタート。当初はポストカードを路上で販売する「ストリート活動」でメディアに取り上げられ、話題となる。代表作は「いたずらぐまのグル〜ミ〜（GLOOMY The Naughty Grizzly）」、「がおくんのかわをかぶっためぇめぇさん（ポドリー）」、「クマキカイ」、「つるしぐま」、「汎用うさぎ」など。デザインしたキャラクターはフィギュア、ぬいぐるみ、ステーショナリーなど様々な分野に広がり、国内はもとより海外でも根強い人気を集めている（稀刊GLOOMYオフィシャルアンサイクロペディア（主婦と生活社）より引用）。
妹は3コマ漫画家・イラストレーターの森木ノ子。

## 発表キャラクター
- いたずらぐまのグル〜ミ〜
- 汎用うさぎ
- ぬこ獣
- クマキカイ
- ポドリー

など。